# حملات انتحاری ۲۰۱۸ سورابایا
حملات انتحاری ۲۰۱۸ سورابایا (به انگلیسی: 2018 Surabaya bombings) طی سلسله حملات جداگانه روزهای ۱۳ و ۱۴ مه ۲۰۱۸ در شهر سورابایا، دومین شهر بزرگ در اندونزی رخ داد.
اولین حملات در صبح یکشنبه ۱۳ مه ۲۰۱۸ به سه کلیسا در سورابایا، انجام شد که در این حملات دست‌کم ۱۳ نفر کشته و ۴۱ نفر زخمی شده‌اند.
یک روز بعد در صبح دوشنبه ۱۴ مه ۲۰۱۸، پنج مهاجم  انتحاری سوار بر دو موتور به یک ایستگاه پلیس در سورابایا حمله کرده و باعث زخمی شدن دست‌کم ۱۰ نفر شدند.

## شرح وقایع
روز یکشنبه ۱۳ مه ۲۰۱۸ ساعت ۷ صبح به وقت محلی در زمانی که مسیحیان برای نماز و نیایش به کلیساها می‌روند، سه حمله انتحاری به سه کلیسای «مریم مقدس»، «پنتاکوستال» و «دیپونگورو» در سورابایا، دومین شهر بزرگ اندونزی صورت گرفت.
روز دوشنبه ساعت ۸٫۳۰ به وقت محلی ۵ مهاجم که همه از اعضای یک خانواده بودند سوار بر دو موتور به یک ایستگاه پلیس در شهر سورابایا حمله کرده و خود را منفجر کردند.

## تلفات
در حملات روز یکشنبه به کلیساها ۱۳ نفر کشته شدند که تعدادی کودک و دو افسر امنیتی که می‌خواستند بمب‌گذار را در جلوی درب ورودی کلیسا متوقف کنند دیده می‌شوند. دست‌کم ۴۱ نفر نیز زخمی شده‌اند.
در حمله صبح دوشنبه دست‌کم ده نفر از جمله ۴ پلیس زخمی شده‌اند.

## مظنونین

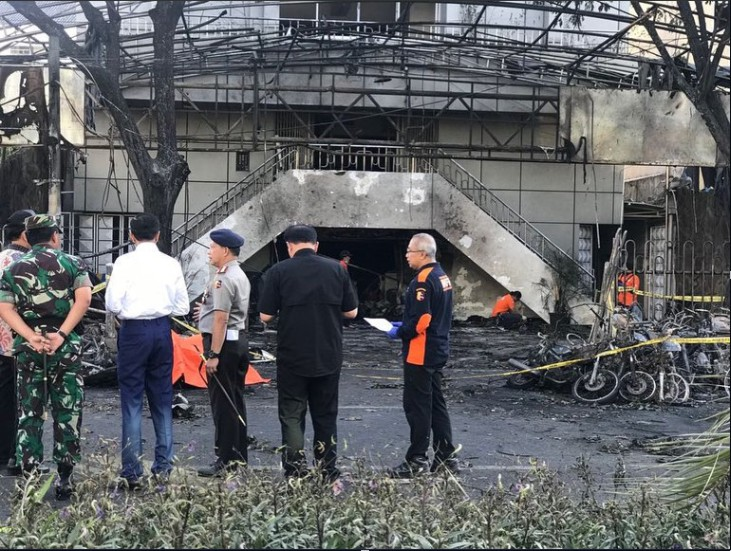
جوکو ویدودو، رئیس‌جمهور اندونزی (سومین سمت چپ)، از یکی از کلیساهای مورد حمله تروریست‌ها در ۱۳ ماه مه بازدید کرد

داعش مسئولیت این حملات را بعهده گرفته‌است.
حملات روز یکشنبه توسط شش تن از اعضای یک خانواده و روز دوشنبه نیز توسط ۵ نفر از اعضای یک خانواده دیگر صورت گرفته‌است.